# WWF King of the Ring
WWF King of the Ring è un videogioco di tipo picchiaduro sul wrestling professionistico uscito nel 1993 sulle console NES e Game Boy, pubblicato da LJN. Prende il nome dal torneo a eliminazione della WWE, cioè il King of the Ring.

## Modalità di gioco
Ciascuno dei lottatori ha lo stesso set di movimento costituita da pugni, calci, body slam, suplex, tiri, dropkick, stomps ed elbow drops. Non ci sono mosse finali. Tuttavia, ogni lottatore varia negli attributi cioè in velocità, in resistenza e in forza.
I giocatori potranno gareggiare per il titolo di King of the Ring, per ottenere questo si dovrà vincere un torneo a otto a eliminazione diretta. Inoltre, i giocatori possono combattere una serie di incontri del proprio roster per arrivare ad ottenere il titolo WWF Championship. Sono disponibili anche le modalità "Esibizione" sia Single che Tag Team per uno o due giocatori.

## Roster
- Hulk Hogan
- Randy Savage
- Bret Hart
- The Undertaker (non presente nella versione Game Boy)
- Lex Luger
- Mr. Perfect
- Razor Ramon
- Shawn Michaels
- Yokozuna
- Bam Bam Bigelow (non presente nella versione Game Boy)
- ? (un lottatore generico al quale si può cambiare nome e attributi)